# Canarium balansae
Canarium balansae är en tvåhjärtbladig växtart som beskrevs av Adolf Engler. Canarium balansae ingår i släktet Canarium och familjen Burseraceae. Inga underarter finns listade i Catalogue of Life.